# Harbor (Oregon)
Pour les articles homonymes, voir Harbour.
Harbor est une census designated place du comté de Curry en Oregon.
Sa population était de 2,391 habitants en 2010.